# Varedo
Varedo là một đô thị (tiếng Ý: comune) thuộc tỉnh Monza và Brianza, vùng Lombardia của Italia, khoảng 15 km về phía bắc của Milano. Tại thời điểm ngày 31 tháng 12 năm 2004, đô thị này có dân số 12.648 và diện tích là 4,8 km².
Đô thị Varedo gồm frazione Valera.
Varedo giáp các đô thị: Desio, Bovisio-Masciago, Limbiate, Nova Milanese, Paderno Dugnano.